# Bill Sienkiewicz
'Boleslav (William) Felix Robert Sienkiewicz, conosciuto come Bill Sienkiewicz (Blakely, 3 maggio 1958), è un fumettista statunitense.
Sienkiewicz è un illustratore conosciuto soprattutto per i suoi disegni unici e immediatamente riconoscibili realizzati per molte testate negli Stati Uniti d'America, tra i quali il più famoso è, probabilmente, la serie Elektra: Assassin, pubblicata nel 1986 dalla Marvel Comics.

## Biografia e stile
Nato a Blakely in Pennsylvania, ha perfezionato i suoi studi presso la Scuola di Arte e Disegno Industriale di Newark nel New Jersey.
Sienkiewicz spesso include nelle sue tavole delle tecniche poco utilizzate nei fumetti, quali la pittura a olio, l'uso dell'aerografo e il collage: secondo alcuni critici, il suo lavoro sembrerebbe fortemente influenzato dall'esperienza dell'espressionismo e dall'astrattismo. 
Oltre ad essere abile nella realizzazione delle storie, Sienkiewicz è un copertinista di talento: il suo modo di intendere le copertine non più solo come tavola introduttiva e riassuntiva del contenuto dell'albo a fumetti, ma come vera e propria opera d'arte a sé stante, ha avuto un'influenza determinante per una lunga schiera di disegnatori che, in tempi recenti, ne hanno seguito il percorso: basti ricordare Dave McKean su tutti, ma anche Alex Ross per il suo particolare stile "pittorico", o Christopher Moeller per le copertine di Shadow of the Bat, o l'abile Ashley Wood, che ne riprende anche lo stile oscuro nelle serie Ghost Rider 2099 e Hellspawn.
Ha anche lavorato per la televisione, vincendo due Emmy Award per la serie animata Dov'è finita Carmen Sandiego? e per il film Gli spietati.

## Opere
Si presenta al mercato statunitense, con uno stile che ricorda molto da vicino il maestro Neal Adams, sulle pagine della serie dei Fantastici Quattro. Dopo quest'esperienza, diventa disegnatore fisso della serie intitolata al vigilante Moon Knight: il suo stile non convenzionale e rivoluzionario ha un impatto molto forte sul fumetto mondiale, anche se, in realtà, Moon Knight non ha molta fortuna dal punto di vista delle vendite.
Nel 1983 comincia a lavorare con Chris Claremont al progetto New Mutants, dove le sue copertine e la caratterizzazione dei personaggi attirano molta attenzione sulla serie. Sempre con Claremont dà vita a una serie costruita intorno al personaggio di Galactus, che appare su Epic Magazine, la rivista del sottomarchio adulto della Marvel Comics.
Nel 1986 esce il suo capolavoro indiscusso: su testi di Frank Miller, il creatore della protagonista, esce come miniserie di 8 albi, Elektra: Assassin. La miniserie frutta a Sienkiewicz due prestigiosi premi: il Kirby Award come Migliore Artista del 1987 e lo Yellow Kid. Altro frutto della collaborazione con Frank Miller è una bellissima graphic novel che ha come protagonista il supereroe Devil: Devil: Amore e guerra, nelle cui tavole Sienkiewicz dà sfogo a tutta la sua vena creativa e visionaria.
Lo stesso anno disegna per la Eclipse Brought to light, un romanzo a fumetti scritto da Alan Moore basata sullo scandalo Iran-Contra. Nonostante venga boicottato dalla stampa, riscuote un discreto successo, tanto che in Inghilterra dà origine ad una piéce teatrale.
Nel 1987 Sienkiewicz scrive e disegna un'altra miniserie molto apprezzata da critica e pubblico, Stray Toasters. Quindi nel 1988 torna a collaborare con Moore: lo sceneggiatore di Northampton aveva da poco fondato, insieme alla moglie Phyllis ed all'amante Deborah, una casa editrice indipendente, la Mad Love. Dopo un inizio interessante, Moore si imbarca nell'ambizioso progetto denominato Big Numbers: una maxi-saga in 12 episodi. Per l'occasione Moore chiama proprio Sienkiewicz, ma, vuoi per la lentezza dell'artista, vuoi per un calo di vendite tra la prima e la seconda uscita, Bill venne allontanato e gli altri dieci numeri non videro mai la luce.
Dopo questa sfortunata parentesi, prima disegna una copertina per il numero 400 di Superman, quindi nel 1995 cura la veste grafica della biografia di Jimi Hendrix, Voodoo Child: The Illustrated Legend of Jimi Hendrix, e nel 1998 pubblica un libro per bambini intitolato Santa My Life & Times: An Illustrated Autobiography. Quindi realizza una storia per il progetto Batman: Black & White e varie avventure con i personaggi di Batman, dell'Uomo Ombra, dell'Uomo Ragno, nonché alcuni episodi per la serie a fumetti sul romanzo Dune e alcune storie per la Vertigo, l'etichetta indipendente della DC.
Prima, insieme a Brent Anderson, realizza Legacy - Il testamento di Hal Jordan, su testi di Joe Kelly, con il quale riporta nell'universo DC Comics il Corpo delle Lanterne Verdi, disegnando anche le tre incarnazioni di Hal Jordan: Lanterna Verde, Parallax e Spettro; quindi riporta in auge Doomsday, l'alieno che fu in grado di uccidere Superman, in Day of Doom, su testi di Jurgens, poi torna a Batman realizzando alcune copertine per le serie Batman e Detective Comics e una storia per il volume Sandman:Notti Eterne.
Quattro illustrazioni di Sienkiewicz sono anche presenti nel gioco di carte collezionabili Magic: l'Adunanza, edito da Wizards of the Coast. In particolare ha illustrato le due versioni della carta Phyrexian War Beast (Bestia da Guerra di Phyrexia) e le due versioni della Soldevi Steam Beast (Bestia a Vapore di Soldevi), entrambe pubblicate nel 1996 all'interno dell'espansione Alleanze.

## Riconoscimenti
- Premio Yellow Kid al Salone Internazionale dei Comics (1986)